# Origin (software)
Origin fue una plataforma de distribución digital independiente para comprar y jugar videojuegos distribuidos o desarrollados por dicha compañía. El cliente de software de la plataforma estuvo disponible para PC y plataformas móviles, como Android y iOS.
Origin contiene funciones sociales como la gestión de perfiles, la conexión en red con amigos a través del chat, la transmisión en tiempo real a través de Twitch y el uso compartido de la biblioteca de juegos y la integración en la comunidad con sitios como Facebook, Xbox Live, PlayStation Network y Nintendo Network. En 2011, Electronic Arts declaró que quería que Origin igualara el servicio Steam de Valve Corporation, el principal competidor de Origin, añadiendo guardado en la nube, parches automáticos, logros y lanzamientos multiplataforma.  En 2013, Origin tenía más de 50 millones de usuarios registrados.
Anteriormente Origin se conocía como "EA Download Manager", "EA Downloader" y "EA Link".

## Componentes

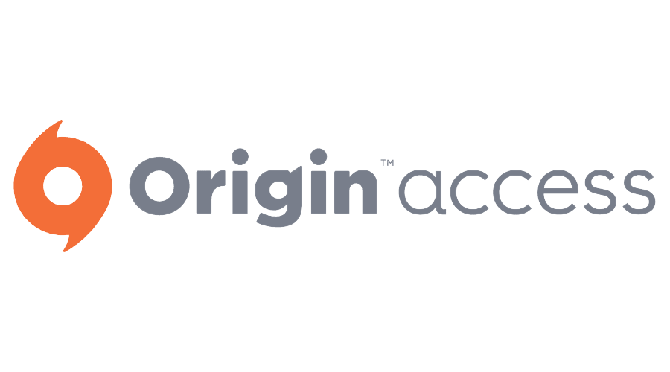
Origin access.

### Tienda
La tienda de Origin permite buscar y adquirir títulos de Electronic Arts y algunos videojuegos indie, como Oxenfree o SteamWorld Dig . En vez de recibir un DVD, una CD-Key, el título adquirido es automáticamente asociado al cliente de Origin. Origin garantiza que la descarga estará disponible, como mínimo, hasta un día después de la compra.

### Cliente
El cliente de Origin es un software autoactualizable que permite a los usuarios descargar juegos, expansiones, parches, etc de Electronic Arts. Este cliente es muy similar a su oponente Steam.
Origin ha causado problemas con juegos como Battlefield 2 y Spore Creature Creator dando a lugar a crasheos del juego.

### Origin Mobile
Electronic Arts planea lanzar Origin para dispositivos móviles (por ejemplo dispositivos iOS) y que los logros sean sincronizados en ambas plataformas.

## Historia
EA Downloader fue lanzado en 2005. Este fue reemplazado por EA Link en 2006, añadiendo tráileres, demos y contenido especial. En 2007 este fue reemplazado, otra vez, por una mezcla de EA Store y EA Downloader Manager. Los usuarios compraban a través de EA Store y luego descargaban el contenido con EA Downloader Manager. La tienda y el cliente reabrieron con el nombre de Origin el 3 de junio de 2011.
Durante el 7 de octubre de 2022 se dio a conocer que Origin dejaría de existir, después de 11 años. El mismo sería reemplazado por EA Store de Electronic Arts, finalmente se concretó el cambio el 31 de marzo de 2023.

Después de tanto tiempo operando Origin, Electronic Arts anunciaría que Origin que se cerraría al 17 de abril del 2025, después de quitar el soporte a las apps de 32 bits, haciendo el fin de una era.